# Стерет (Алабама)
Стерет (енгл. Sterrett) насељено је место без административног статуса у америчкој савезној држави Алабама.

## Демографија
По попису из 2010. године број становника је 712.
| Група             | 2000.    | 2010.       |
| Белци             | 0 (0,0%) | 674 (94,7%) |
| Афроамериканци    | 0 (0,0%) | 28 (3,9%)   |
| Азијати           | 0 (0,0%) | 0 (0,0%)    |
| Хиспаноамериканци | 0 (0,0%) | 5 (0,7%)    |
| Укупно            | 0        | 712         |